# Torre de Nyòvols
La Torre de Nyòvols és una fortificació dels segles XIII o xiv situada en el terme comunal de Nyer, de la comarca del Conflent, a la Catalunya del Nord.
Les seves restes estan situades damunt d'un esperó rocós de molt difícil accés a la dreta de la Tet, davant i a ponent del Castell de Nyòvols, del terme veí pel nord de Canavelles. És a llevant dels Banys de Toès i al sud-oest dels Banys de Canavelles.
Formava part del sistema defensiu de l'estret Congost de les Graus, juntament amb el Castell de Nyòvols i el Castell de Serola.

## Característiques
Aquesta torre de guaita, de planta rectangular, feia 3 per 5 metres, en els dos costats, segons Annie de Pous. En l'actualitat en queden uns fragments de murs fins a 3 metres d'alçada.